# Casa Benet (la Masó)
La Casa Benet és una obra de la Masó (Alt Camp) protegida com a bé cultural d'interès local.

## Descripció
Edifici entre mitgeres, de planta baixa, pis i golfes. La planta baixa la forma una gran porta d'arc de mig punt que ocupa tot l'ample de la façana i la meitat de l'alçada total. Aquesta porta està emmarcada per carreus de pedra regulars, i l'arc el formen dovelles radials, també de pedra. A la part superior s'obre una finestra rectangular, centrada, amb un ampit motllurat. L'obertura de les golfes és també rectangular, però es troba molt malmesa. L'edifici acaba en una cornisa sobresortint. Els materials emprats són la pedra, el maó i la teula en la coberta.

## Història
És la casa més antiga del poble. El seu interès és tipològic. Podria ser la Masó del Rourell.